# 克里沃里日亚市镇
克里沃里日亚乡级市镇（烏克蘭語：Криворізька сільська громада），是乌克兰顿涅茨克州波克羅夫斯克區的一个市镇，行政中心为克里沃里日亚。市镇面积为277.8平方公里，2020年人口数量为4,199人。

## 居民点
该市镇包括22个村庄。